# Cornelis de Groot
Cornelis de Groot (auch: Cornelius Huygensz Grotius; * 25. Juli 1546 in Delft; † 25. Juli 1610 in Leiden) war ein niederländischer Rechtswissenschaftler.

## Leben
Cornelis war der Sohn des Delfter Bürgermeisters Hugo Cornelius de Groot (* 1511 in Delft; † 12. April 1567) und dessen erster Frau Maria Wisse, Tochter des Bürgermeisters von Haarlem Gerrit Wisse und dessen Ehefrau Elselinge van Heemskerk. Er ist ein Onkel des berühmten Rechtswissenschaftlers Hugo Grotius. Seine erste Ausbildung hatte er durch Privatunterricht an seinem Geburtsort erhalten und begann seine Studien an der Universität Löwen. Hier hatte er sich vier Jahre lang in den philosophischen Wissenschaften gebildet. Als Zwanzigjähriger setzte er seine Ausbildung in Paris fort, war dann zwei Jahre an der Universität Orléans, wo er sich 1566 das Lizentiat des Zivilrechts erwarb. Zurückgekehrt in die Heimat wirkte er einige Zeit als Advokat und übernahm nach dem Tod seines Vaters 1567 verschiedene Tätigkeiten im Delfter Rat.
Als er zur Gründung der Universität Leiden kam, gehörte er zu den ersten Lehrkörpern der Schule. Er hatte am 17. Juli 1575 einen Lehrstuhl für Philosophie übertragen bekommen, mit dem Lehrauftrag über Rechtswissenschaften zu dozieren. Dabei hielt er vor allem Vorlesungen zum römischen und Lehnrecht. 1583 verzichtete er auf seine Professur. Vier Jahre später bewarb er sich erneut um die Leidener Professur, die man ihm auch wieder einräumte. Zudem beteiligte er sich auch an den organisatorischen Aufgaben der Leidener Hochschule und war mehrmals Rektor der Alma Mater. Nach kurzer Krankheit verstarb er.
Seine am 1. November 1579 geschlossenen Ehe mit Gertrud Uyteneng († 1617), die Tochter des Frederik Uyteneng und der Anna van Renesse, blieb kinderlos.

## Werke
Von ihm sind keine gedruckten Werke bekannt, einzig einige Manuskripte haben die Zeit überdauert. Man kennt:
- Commentaria ad libros quatuor institutionum Juris Civilis.
- Commentaria ad primam partem sive libros quatuor priores Digestorum.
- Commentaria et observationes Feudalium.
- Tractatus singularis de differentiis Feudorum a Feudis Hollandicis.

## Weblink
- Groot im Professorenkatalog der Universität Leiden

| Personendaten    | Personendaten                          |
| ---------------- | -------------------------------------- |
| NAME             | Groot, Cornelis de                     |
| ALTERNATIVNAMEN  | Grotius, Cornelius Huygensz            |
| KURZBESCHREIBUNG | niederländischer Rechtswissenschaftler |
| GEBURTSDATUM     | 25. Juli 1546                          |
| GEBURTSORT       | Delft                                  |
| STERBEDATUM      | 25. Juli 1610                          |
| STERBEORT        | Leiden                                 |